# Schillerdenkmal (Wiesbaden)

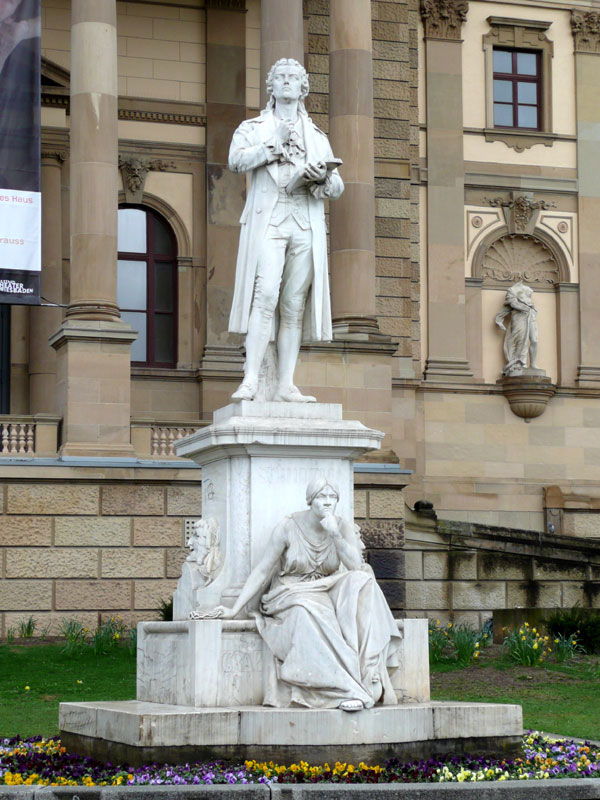
Schillerdenkmal hinter dem Hessischen Staatstheater

Das Schillerdenkmal in Wiesbaden wurde 1905 anlässlich des 100. Todestages von Friedrich Schiller errichtet, das Standbild und seine Begleitfigur schuf der bekannte Berliner Bildhauer Joseph Uphues.
Das Denkmal steht vor der als Schauseite mit Auffahrt ausgeführten Rückseite des Hessischen Staatstheaters (damals noch Preußisches Hoftheater) und ist Bestandteil des Landschaftsparks Warmer Damm. Es zeigt Schiller als jungen Schriftsteller in deklamatorischer Pose. Auf dem Sockel des Denkmals sitzt eine Frauengestalt als Symbol der Tragödie.